# Cannibal killers live
Cannibal Killers Live es un CD/DVD box set de la banda de industrial metal Static-X. Es el primer disco en directo de la banda y contiene material grabado íntegramente en Spokane, Washington el 2 de junio de 2007. Aparte, el DVD contiene la totalidad de los vídeos oficiales de la banda hasta la fecha. Una edición especial contiene un tercer disco, un DVD de un recital filmado en Los Ángeles en 1997.

## Lista de canciones del CD y DVD
1. Cannibal - 3:12
2. Dirthouse - 3:15
3. Shit In A Bag - 4:22
4. I'm With Stupid - 3:18
5. Bled For Days - 3:54
6. No Submission - 2:47
7. Behemoth - 3:05
8. Destroy All - 2:27
9. Cold - 3:43
10. Black And White - 3:46
11. Destroyer - 2:49
12. The Enemy -2:36
13. The Trance Is The Motion - 4:26
14. This Is Not - 3:10
15. Love Dump 4:33
16. Push It - 2:42
17. Get To The Gone - 3:22

### Vídeos
1. Push It
2. I'm with Stupid
3. Bled for Days
4. This Is Not
5. Black and White
6. Cold
7. The Only
8. So
9. I'm the One
10. Dirthouse
11. Destroyer
12. Cannibal

## Lista de canciones del tercer disco
1. I'm with Stupid
2. Down
3. Otsegolation
4. Wisconsin Death Trip
5. I Am
6. Sweat of the Bud
7. Love Dump
8. Push It

## Créditos
- Wayne Static - líder vocal, guitarra, teclados, sint., programación, producción
- Koichi Fukuda - guitarra, teclados, sint., programación
- Tony Campos - bajo, vocal de fondo
- Nick Oshiro - batería, percusión
- Tripp Eisen - guitarra (en videos musicales solamente)
- John Travis - producción

- Datos: Q2631836